# SV Winterwerb
Der SV Winterwerb e.V. ist ein Sportverein aus Winterwerb im rheinland-pfälzischen Rhein-Lahn-Kreis mit den Sportarten Tischtennis und Gymnastik. SV steht für Sportverein.
Überregional bekannt war die Tischtennisabteilung. Die Damenmannschaft spielte bis 2000 in der Bundesliga.

## Geschichte
Der Verein wurde 1959 mit den Sparten Tischtennis und Leichtathletik gegründet, wobei Tischtennis die Hauptsportart war. In der Saison 1959/60 nahm erstmals eine Tischtennis-Herrenmannschaft am Spielbetrieb teil. 1980 gelang der Aufstieg in die II. Rheinlandliga. Im gleichen Jahr bildete sich eine Damenmannschaft. Großen Wert legte der Verein in die Jugendarbeit.
Seit 1977 gibt es eine Damengymnastik-Gruppe.

## Tischtennis
Die Damenmannschaft besteht seit 1980. Nach mehreren Aufstiegen erreichte sie 1986 die Rheinland-Pfalz-Liga. 1992/93 wurde die Oberliga im Durchmarsch Richtung Regionalliga passiert. Hier belegte das Team in der Saison 1993/94 den zweiten Platz. Da der Tabellenerste Sindelfingen auf den Aufstieg verzichtete, konnte Winterwerb in der Besetzung Hannelore Dillenberger, Stefanie Henecker, Katja Wingen und Petra Steyer in die 2. Bundesliga aufsteigen. Als Verstärkung wurde die Tschechin Hana Placha verpflichtet.
In der Saison 1996/97 belegte das Team um Jie Schöpp, Hana Placha, Stefanie Henecker, Xiang Meng und Julia Minor Platz eins und stieg somit in die 1. Bundesliga auf. Auf Anhieb belegte es Platz vier und nahm somit an den Play-offs teil, wo es Team Galaxis Lübeck unterlag. In den Folgejahren erreichte Winterwerb Platz fünf und neun. Aus finanziellen Gründen zog der Verein die Mannschaft 2000 in die 2. Bundesliga und 2002 in die Regionalliga zurück. Heute (2015) gibt es in Winterwerb keine Damenmannschaft mehr.
Bekannte Spielerinnen: Valeriya Brekhova, Tanja Hain-Hofmann, Eva Ódorová, Hana Placha, Elke Schall, Jie Schöpp, Kristin Silbereisen, Li Yunfei, Zang Ying.